# Орнитохейрус
Орнитохе́йрус или орнитохе́йр (лат. Ornithocheirus, от др.-греч. ὄρνις — птица и χείρ — рука), — род птерозавров, известных по фрагментарным ископаемым остаткам, впервые найденным в Великобритании. Известны из отложений мелового периода (готерив — сеноман) Европы и Африки.

## Описание
Оригинальный материал Ornithocheirus simus найден в геологической формации Кембридж Гринсэнд Англии, которая датируется началом альбского века (около 110 млн лет назад). Он указывает на принадлежность орнитохейрусов к среднеразмерным птерозаврам, с размахом крыльев в 2,5 метра. Некоторые образцы, относимые к роду, имели размах крыльев до 5 метров.
Ornithocheirus simus нёс на морде характерный выпуклый гребень в виде киля. В отличие от родственных анхангверы и Coloborhynchus, которые имели расширенную «розетку» на концах челюстей, представители орнитохейрусов имели прямые челюсти, суженные к острию. Зубы у них росли в основном в вертикальной плоскости, а не под углом, и их количество было меньше, чем у родственных видов.

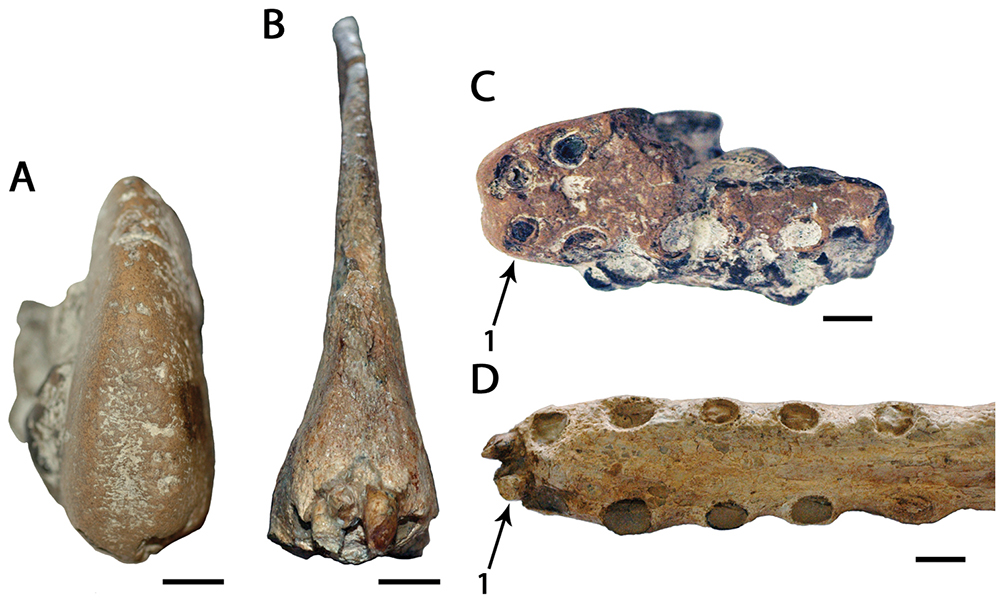
Сравнение между голотипами Ornithocheirus simus и Tropeognathus mesembrinus

Типовой вид Ornithocheirus simus представлен только лишь сломанным фрагментом верхней челюсти. И, хотя обломок сохраняет характерные особенности орнитохейрусов, он почти идентичен соответствующей кости Tropeognathus mesembrinus, что делает определение чёткого различия между этими видами невозможным.

## История исследований

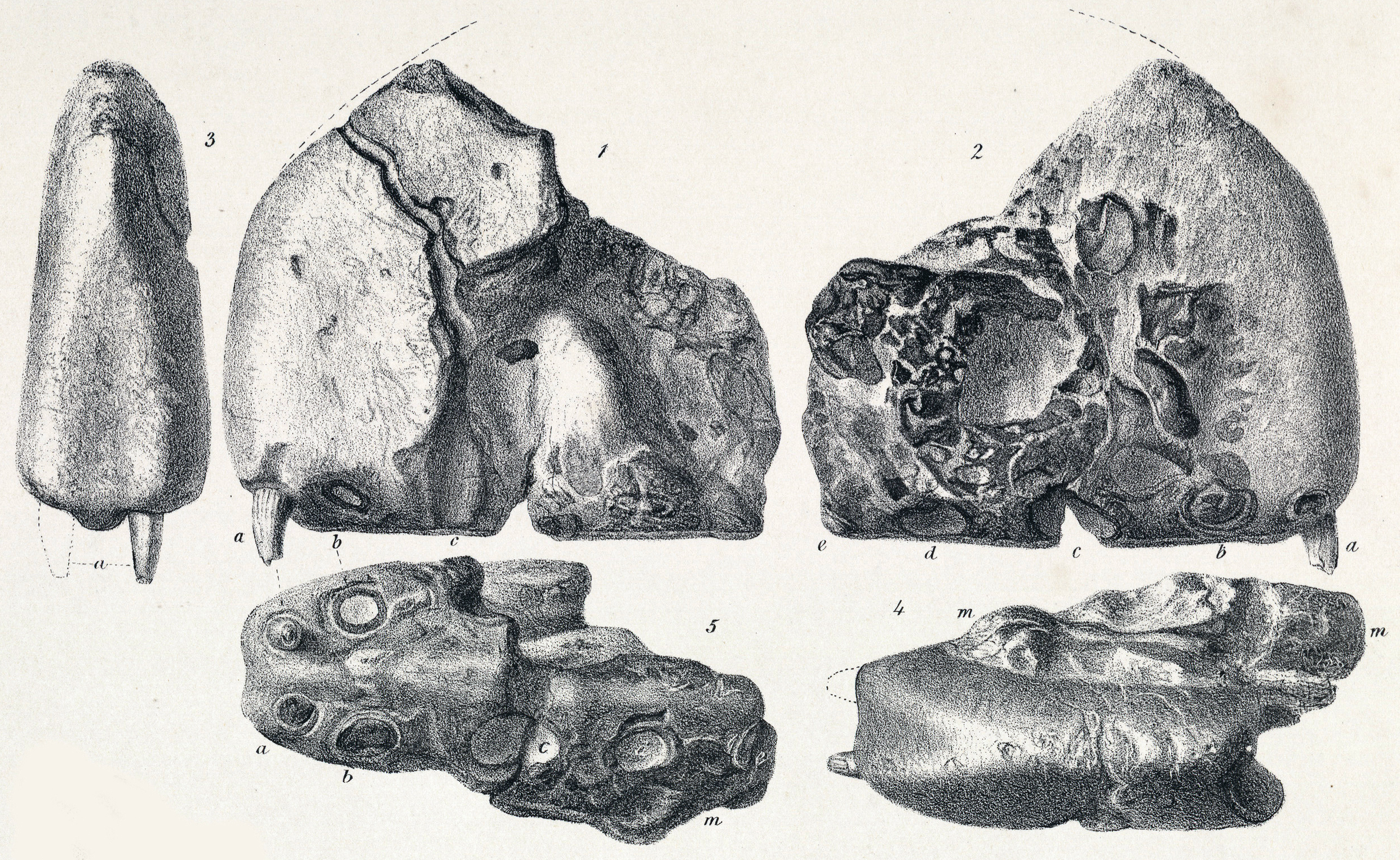
Литография голотипа, изображающая зуб, который, однако, не принадлежал виду; ныне утрачен

В XIX веке в Англии, в формации Кембридж Гринсэнд, обнаружили множество ископаемых остатков птерозавров. В меловом периоде это место было песчаным дном. Тушки мёртвых птерозавров плавали по поверхности моря, разлагались и постепенно утрачивали отдельные кости, которые оседали на морское дно. Водные потоки двигались вокруг костей, подтачивали их и полировали, пока кости не оказывались погребёнными под слоем песка, где превращались в камень. Поэтому даже самые крупные из этих остатков весьма трудно интерпретировать. Все окаменелости были отнесены к роду птеродактилей, как к характерному роду птерозавров XIX века.
Молодой исследователь Гарри Говир Сили получил задание навести порядок в коллекции птерозавров в Музее Седжвика при Кембриджском университете. Вскоре он пришёл к выводу, что будет лучше создать новый род для материала из Кембридж Гринсэнд. Новый род он назвал Ornithocheirus — «птичья рука», поскольку в то время птерозавры считались прямыми предками птиц, и решил, что данный материал принадлежал некоему переходному звену в эволюции от рептилий к птицам. Чтобы лучше различать части коллекции, а отчасти потому, что они уже были описаны как виды другими учёными, он в 1869 и 1870 годах дал каждой отдельное видовое название, описав 28 видов в конечном итоге. При описании рода Сили не назначил типовой вид.

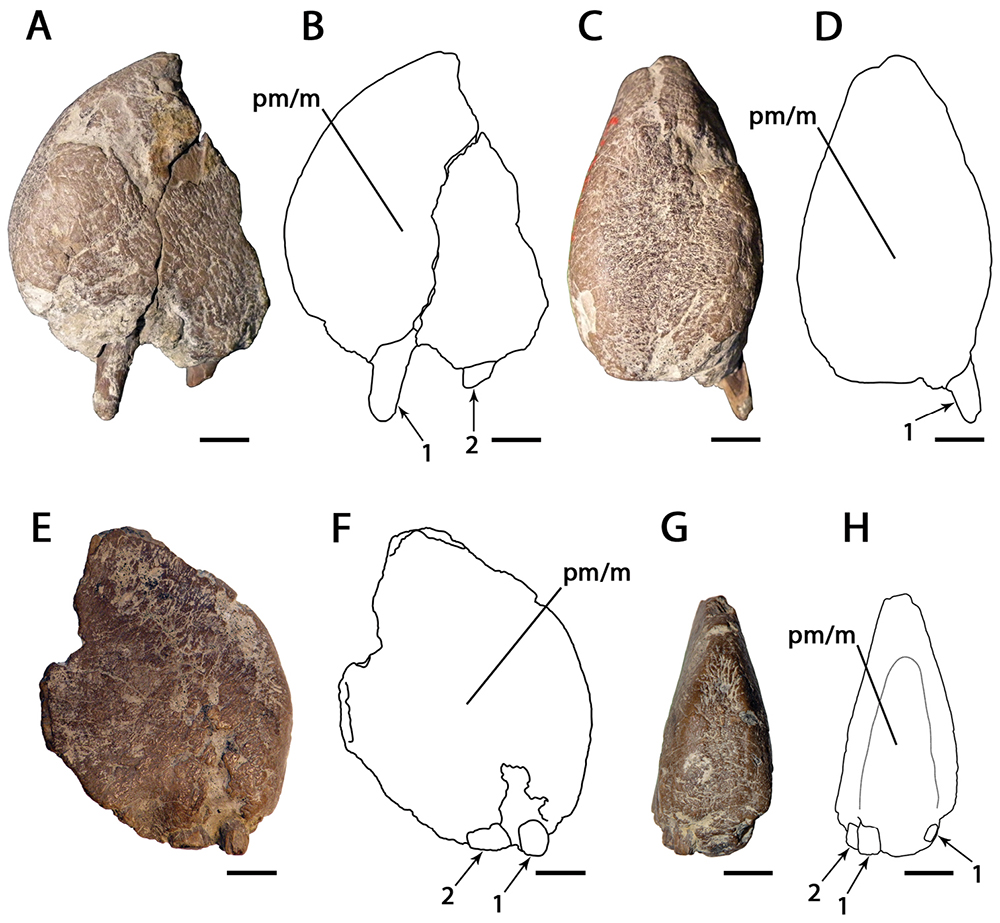
Отнесённые к орнитохейрусам образцы MANCH L10832 и NHMUK PV 35412

Когда Сили опубликовал свои выводы в книге 1870 года «Ornithosauria», это вызвало реакцию со стороны ведущего британского палеонтолога своего времени, Ричарда Оуэна. Оуэн не был эволюционистом и поэтому считал название Ornithocheirus неуместным. Он также думал, что можно выделить всего два основных типа в ископаемом материале, основываясь на различии в форме морды и положения зубов — лучшие окаменелости состояли из фрагментов челюсти. В 1874 году Оуэн создал два новых рода: Coloborhynchus и Criorhynchus. Coloborhynchus («искалеченный клюв»), включил в себя типовой вид Coloborhynchus clavirostris и два вида, отнесённых позже к орнитохейрусам: C. sedgwickii и C. cuvieri. Criorhynchus («таранный клюв») полностью состоял из видов орнитохейрусов: типового вида Criorhynchus simus, C. eurygnathus, C. capito, C. platystomus, C. crassidens и C. reedi.
Сили не поддержал позицию Оуэна. В 1881 году он назначил О. simus типовым видом орнитохейруса и описал новый вид O. bunzeli. В 1888 году Эдвард Ньютон переименовал некоторые существующие виды, а также описал несколько новых. Другие учёные описали ещё несколько видов.
В 1914 году Реджинальд Уолтер Хули предпринял новую попытку структурировать большое количество видов. Сохранив название Ornithocheirus, он добавил к нему Criorhynchus Оуэна, который поглотил Coloborhynchus, а также создал два новых рода для большей дифференциации, опять же, на основе формы челюсти: Lonchodectes и Amblydectes. Lonchodectes («копьеносный кусака») состоял из нескольких видов: L. compressirostris, L. giganteus и L. daviesii. Amblydectes («тупой кусака») состоял из A. platystomus, A. crassidens и A. eurygnathus. Тем не менее, потом классификация Хули использовалась весьма редко для упорядочивания запутанного материала плохой сохранности под названием Ornithocheirus. В 1978 году Петер Велльнхофер, предположив, что орнитохейрусы не имеет типового вида, назначил таковым Ornithocheirus compressirostris.

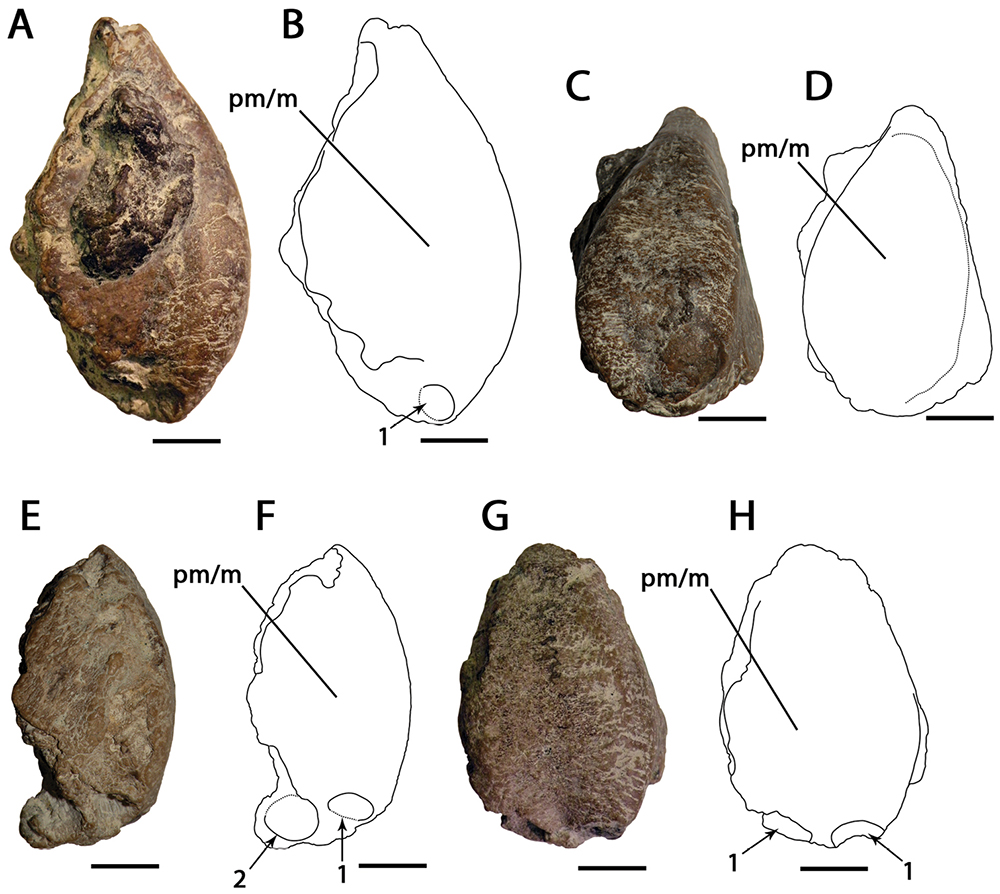
Отнесённые к орнитохейрусам образцы CAMSM 54429 и CAMSM 54677

С семидесятых годов двадцатого века много ископаемых остатков птерозавров того же возраста, что и найденные в формации Кембридж Гринсэнд, было обнаружено в Бразилии. В отличие от английского материала, эти новые находки включали несколько хорошо сохранившихся скелетов крупных птерозавров, получивших новые названия, например, анхангвера. Эта ситуация вернула интерес учёных к материалу орнитохейрусов и валидности некоторых названий, основанных на нём. Существует вероятность, что бразильские птерозавры могут быть младшими синонимами европейских видов. Некоторые европейские исследователи пришли к выводу, что это действительно так. Дэвид Анвин восстановил название Coloborhynchus, а Майкл Фастнахт — Criorhynchus; каждый из авторов соотнёс бразильских птерозавров с этими родами. Тем не менее, в 2000 году Анвин заявил, что Criorhynchus не может быть валидным. В соответствии с назначением Сили 1881 года, он сделал Ornithocheirus simus (голотип CAMSM B.54428) типовым видом. Это сделало возможным восстановить название Lonchodectes, используя в качестве типового вида бывшего О. compressirostris, который стал называться L. compressirostris. Эта позиция была встречена неоднозначно. Бразильские палеонтологи, как правило, не признают отождествление их родов с европейскими типами. Анвин (и это не вызвало никаких возражений) отнёс большинство видов орнитохейрусов к nomen dubium.
В результате, несмотря на то, что на протяжении многих лет к роду орнитохейрусов причисляли более 30 видов, в настоящее время большинство исследователей соотносят с этим птерозавром только один вид, Ornithocheirus simus. Нередко наблюдается полное отсутствие консенсуса. Например, один и тот же вид, названный в 1987 году Петером Велльнхофером Tropeognathus mesembrinus, Дэвид Анвин в 2003 году рассматривал под именем Ornithocheirus mesembrinus, что делало Tropeognathus младшим синонимом, Александр Келлнер в 1989 году — под именем Anhanguera mesembrinus, Андре Вельдмейжер в 1998 году — под именем Coloborhynchus mesembrinus и в 2001 году Майкл Фастнахт — под именем Criorhynchus mesembrinus. В том же, 2001 году, Анвин соотнёс материал тропеогната с O. simus, за ним последовал Вельдмейжер; однако последний отрицал, что O. simus является типовым видом, в пользу O. compressirostris, а также он использовал названия Criorhynchus simus и Cr. mesembrinus. В 2000 году Келлнер вновь признал тропеогната валидным видом.

## Классификация
Поскольку типовой вид Ornithocheirus simus изначально был описан на основе скудного и плохо сохранившегося ископаемого материала, род орнитохейрусов неоднократно испытывал номенклатурные проблемы. За время с момента его описания в него было включено более 30 видов, но потом многие из них были перенесены в другие рода птерозавров или ископаемых остатков было недостаточно для точной систематики и виды получали статус nomen dubium. На декабрь 2019 года в род включают единственный вид Ornithocheirus simus (Owen, 1861) [syn. Criorhynchus simus (Owen, 1861), Ornithocheirus platyrhinus Seeley, 1870, Pterodactylus simus Owen, 1861]. Второй валидный вид Ornithocheirus wiedenrothi был перенесён в отдельный род Targaryendraco как вид Targaryendraco wiedenrothi (Wild, 1990) в составе собственного семейства Targaryendraconidae.
В 2013 году сразу 12 биноменов объявлены nomen dubium в пределах подотряда птеродактилей:
- Ornithocheirus brachyrhinus Seeley, 1870
- Ornithocheirus carteri (Seeley, 1870) [syn. Pterodactylus carteriname Seeley, 1870]
- Ornithocheirus crassidens Seeley, 1870
- Ornithocheirus dentatus Seeley, 1870
- Ornithocheirus enchorhynchus Seeley, 1870
- Ornithocheirus eurygnathus Seeley, 1870
- Ornithocheirus oxyrhinus Seeley, 1870
- Ornithocheirus scaphorhynchus Seeley, 1870
- Ornithocheirus tenuirostris Seeley, 1870
- Ornithocheirus xyphorhynchus Seeley, 1870
- Palaeornis cliftii Mantell, 1844 [syn. Ornithocheirus cliftii (Mantell, 1844)]
- Pterodactylus woodwardi Owen, 1861 [syn. Ornithocheirus woodwardi (Owen, 1861), Ptenodactylus woodwardi (Owen, 1861)]

До этой публикации были объявлены nomen dubium в пределах:
- Ornithocheirus bunzeli Seeley, 1881 — подотряда птеродактелей[11]
- Ornithocheirus harpyia Cope, 1872 — рода птеранодонов[12]
- Ornithocheirus hilsensis Koken, 1883 — отряда птерозавров[13]
- Ornithocheirus nobilis (Owen, 1870) [syn. Pterodactylus nobilis Owen, 1870] — отряда птерозавров[14]
- Ornithocheirus umbrosus Cope, 1872 [syn. Pteranodon umbrosus (Cope, 1872)] — рода птеранодонов[12]
- Pterodactylus curtus Owen, 1870 [syn. Ornithocheirus curtus (Owen, 1870)] — отряда птерозавров[15]

Виды, перенесённые в другие рода:
- Ornithocheirus capito Seeley, 1870 [syn. Ornithocheirus reedi Seeley, 1870] — в род Nicorhynchus Holgado & Pêgas, 2020[16]
- Ornithocheirus cuvieri (Bowerbank, 1851) [syn. Ornithocheirus colorhinus Seeley, 1870, Ornithocheirus denticulatus Seeley, 1870] — в род Anhanguera Campos & Kellner, 1985
- Ornithocheirus fittoni (Owen, 1859) [syn. Ornithocheirus nasutus Seeley, 1870, Ornithocheirus polyodon Seeley, 1870] — в род Pterodactylus Cuvier, 1809 или Anhanguera
- Ornithocheirus hlavaci (Frič, 1881) — в род Cretornis Frič, 1881
- Ornithocheirus machaerorhynchus Seeley, 1870 — в род Lonchodectes Hooley, 1914
- Ornithocheirus mesembrinus (Wellnhofer, 1987) — в род Tropeognathus Wellnhofer, 1987
- Ornithocheirus microdon Seeley, 1870 [syn. Ornithocheirus huxleyi Seeley, 1870, Ornithocheirus oweni Seeley, 1870] — в род Lonchodectes
- Ornithocheirus platystomus Seeley, 1870 [syn. Ornithocheirus daviesii (Owen, 1874)] — в род Lonchodectes
- Ornithocheirus sedgwickii (Owen, 1859) — в род Coloborhynchus.

## В культуре
Представители орнитохейрусов фигурируют в четвёртой серии научно-популярного сериала «Прогулки с динозаврами».